# 布洛代
布洛代（法語：Blaudeix）是法国克勒兹省的一个市镇，属于盖雷区（Guéret）雅尔纳热县（Jarnages）。该市镇总面积6.9平方公里，2009年时的人口为116人。

## 人口
布洛代人口变化图示